# منشور المپیک
منشور المپیک مجموعه‌ای از قوانین و دستورالعمل‌هایی است که به منظور سازماندهی بازی‌های المپیک و هدایت جنبش المپیک وضع شده‌اند.
این منشور برپایه اساسنامه و قوانین و اصول اساسی کمیته بین‌المللی المپیک (IOC) تصویب گردیده و آخرین بار در 9 سپتامبر 2013 به روزرسانی شده است.
زبان‌های رسمی منشور المپیک فرانسوی و انگلیسی بوده و هر گاه مغایرتی در متون دیده شود نسخه فرانسوی ارجحیت خواهد داشت.

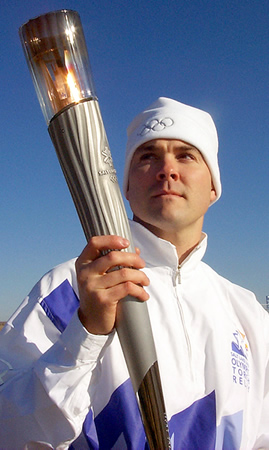
مشعل المپیک